# MAN Tw
MAN Tw (Tw141) znany także jako SN3 – wagony wyprodukowane w roku 1909 przez Maschinenfabrik Augsburg-Nürnberg. Były to czteroosiowe wagony silnikowe o długości ponad 11 metrów i szerokości trochę ponad dwóch metrów.

## Powstanie tramwaju
W 1906 roku Norymberga zorganizowała wystawę na której prezentowane były osiągnięcia Bawarii. Organizatorzy poprosili przedsiębiorstwo Maschinenfabrik Augsburg-Nürnberg o dostarczenie 10 wagonów, które były wykorzystywane podczas wystawy. Wagony 
Położona w Bawarii Norymberga zorganizowała w 1906 roku wystawę, na której prezentowane były osiągnięcia landu. Na życzenie organizatorów przedsiębiorstwo Maschinenfabrik Augsburg-Nürnberg (MAN) dostarczyło 10 otwartych, czteroosiowych wagonów, które były wykorzystywane podczas wystawy. Pojazdy o wymiarach 10500x2450 mm mogły pomieścić 70 osób, z czego 44 na miejscach siedzących.  
Po zakończeniu wystawy na bazie wykorzystywanego wcześniej podwozia producent wykonał nowy tramwaj dla norymberskiego przedsiębiorstwa tramwajowego. Nowy pojazd posiadał zamknięte i przestronne wnętrze, doświetlone dużymi oknami. Wnętrze tramwaju wykończone zostało elegancką stolarką z jesionu i dębu. 
Wagony w momencie wdrożenia do ruchu miały zastosowane wiele innowacyjnych rozwiązań; wśród nich należy wymienić tarczę z numerem linii, która była podświetlana, a do hamowania użyto hamulców magnetycznych, zainstalowano również urządzenie zapobiegające wpadnięciu pod koła. 
Początkowo wagony ogrzewane były piecem węglowym, który w 1927 roku zastąpiono piecem elektrycznym o mocy 1000 Wat. Wymieniono także oryginalne odbieraki prądu (pałąki rolkowe) na pałąk lirowy.

## Eksploatacja

### MAN Tw w Norymberdze
Tramwaje Tw w liczbie 10 egzemplarzy kursowały od 1909 roku do końca lat 30. po Norymberdze, zyskując sobie uznanie pasażerów i motorniczych. Wagony oznaczone były numerami taborowymi 141-150. Tramwaje w Norymberdze nazywano potocznie zeppelinami.  Przydomek ten był związany z wysokim komfortem podróży, który kojarzył się z luksusowymi sterowcami. Obecnie w Norymberdze znajduje się jeden egzemplarz muzealny noszący numer 144, pojazd ten został odrestaurowany w Krakowie w 1984 roku.

### MAN Tw w Krakowie

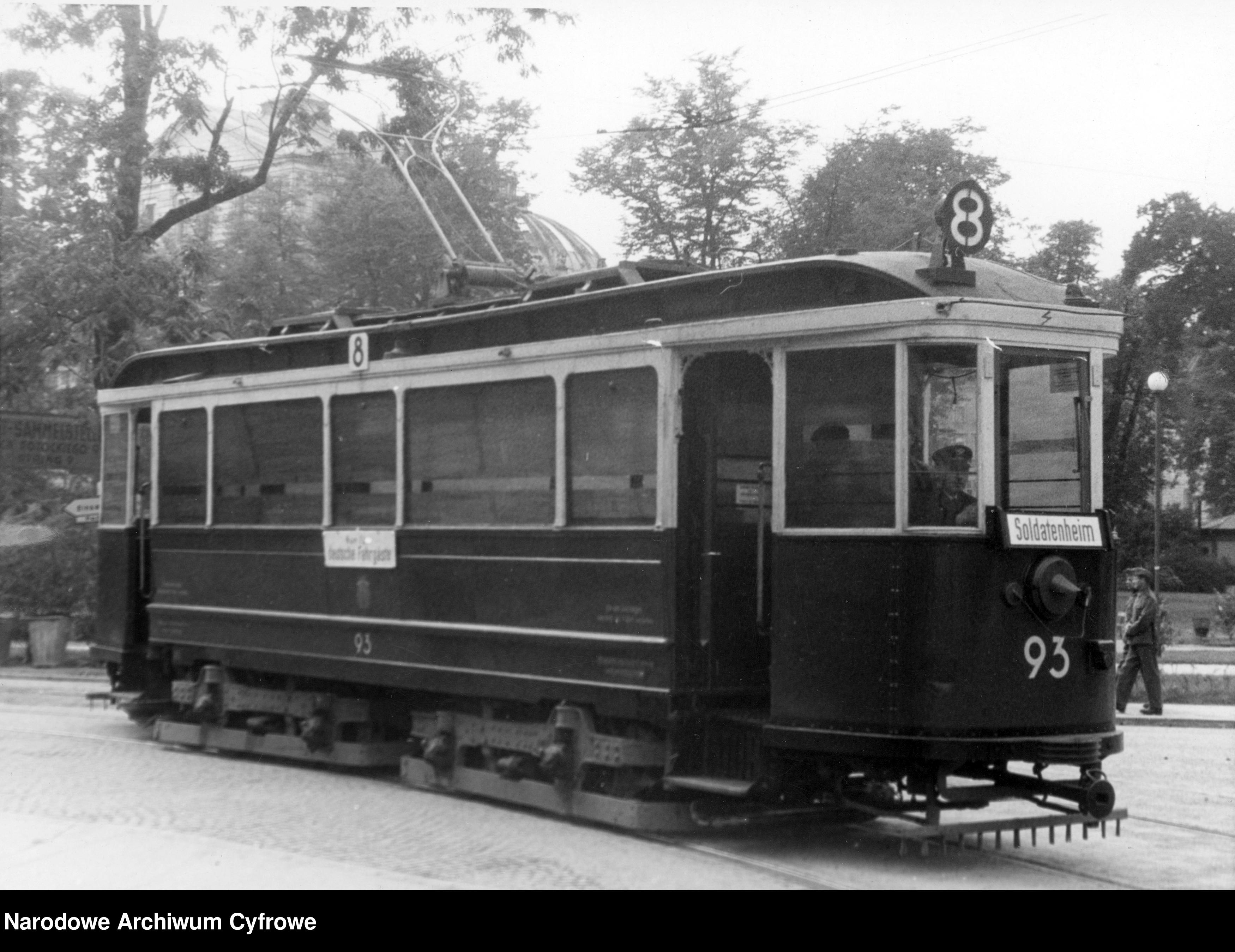
Tramwaj SN3 podczas okupacji Krakowa w latach '40

Pojazdy Man Tw zostały sprowadzone przez Generalne Gubernatorstwo do Krakowa w 1941 roku z Norymbergi. W Krakowie znalazło się 10 sztuk tego typu tramwajów, którym nadano numery taborowe 89-98 oraz nazwę SN3. W Krakowie nowe tramwaje skierowano do obsługi linii nr 5 oraz linii nr 8 mającej oznaczenie: "Nur für Deutsche" - Tylko dla Niemców. 
Początkowo sprowadzone wagony nosiły oryginalne malowanie pochodzące z Norymbergi (kremowo - zielone), dopiero po zakończeniu wojny zostały przemalowany na używany w Krakowie kolor niebieski.
Po zakończeniu II wojny światowej tramwaje eksploatowano dalej aż do roku 1969 (ostatnie na linii "18" Cichy Kącik-Plac Wolnica). W tym czasie przeprowadzono jednak ich modernizację, wiążącą się ze zmianą wyglądu pudła, oraz konstrukcji pantografu. 

#### Pojazdy techniczne
Pojazd noszący w Krakowie numer 92 został przebudowany w 1966 roku na tramwaj wieżowy, po przebudowanie otrzymawszy numer 1010 i jako taki pojazd techniczny był eksploatowany aż do 1977 roku. Wóz ten został w 1984 roku zrekonstruowany po rekonstrukcji otrzymał swój pierwotny numer 144 pod jakim kursował w Norymberdze. Wagon ten wrócił do miasta pochodzenia, gdzie do tej pory jest wagonem muzealnym.
Wagon o krakowskim numerze 96 został w 1966 roku przebudowany na pług torowy i jako taki służył oznaczony numerem 307. Został skasowany w 1973 roku.

### Numery wagonów
| Numer tramwaju w Norymberdze | Numer tramwaju w Krakowie w latach 1941-1966 | Numer i zastosowanie tramwaju w Krakowie po roku 1966 | Dalsze losy pojazdu |
| ---------------------------- | -------------------------------------------- | ----------------------------------------------------- | --- |
| 141                          | 89                                           |                                                       | Kasacja |
| 142                          | 90                                           |                                                       | Kasacja (1959) |
| 143                          | 91                                           |                                                       | Kasacja (1959) |
| 144                          | 92                                           | 310 - Tramwaj wieżowy                                 | Tramwaj został odnowiony w 1984 roku po renowacji nadano mu ponownie oryginalny numer i został przekazany do Norymbergi |
| 145                          | 93                                           | 265                                                   | Kasacja (1969) |
| 146                          | 94                                           |                                                       | Kasacja |
| 147                          | 95                                           | 266                                                   | Kasacja |
| 148                          | 96                                           | 307 - Pług torowy                                     | Kasacja (1973) |
| 149                          | 97                                           |                                                       | Kasacja |
| 150                          | 98                                           | 267                                                   | Kasacja |